# Indeks (kazalo)
Indeks ili kazalo je popis naziva (ključnih riječi, pojmova) nekog teksta s uputom o mjestu u tekstu na kojem se nalaze (broj stranice, poglavlja), gotovo uvijek poredan abecednim redoslijedom. Svrha mu je uputiti čitatelja na sva imena i teme o kojima tekst govori.
Izrada kazala zahtjeva iskustvo i vještinu, jer nije dovoljno shvatiti samo autorovo razumijevanje teme, već je i bitno oblikovanje tog razumijevanja na jasan i čitaocu intuitivan način smještajući ga tamo gdje će čitatelj najvjerojatnije prvo tražiti.
Razni tekstovi mogu dati veliku količinu informacija, ali sve to ima malu vrijednost ako tekstovi nisu pravilno indeksirani. Kazala su izrađivana mnogo prije otkrića tiskarskog stroja. 
U 16. stoljeću pojam indeks ušao je upotrebu na način koji se koristi i danas. Do 17. stoljeća, kazalo je rijetko bilo abecedno poredano.
Diderotova poznata Encyclopédiea (1751. – 1772.) imala je abecedno kazalo.